# 글렌개리

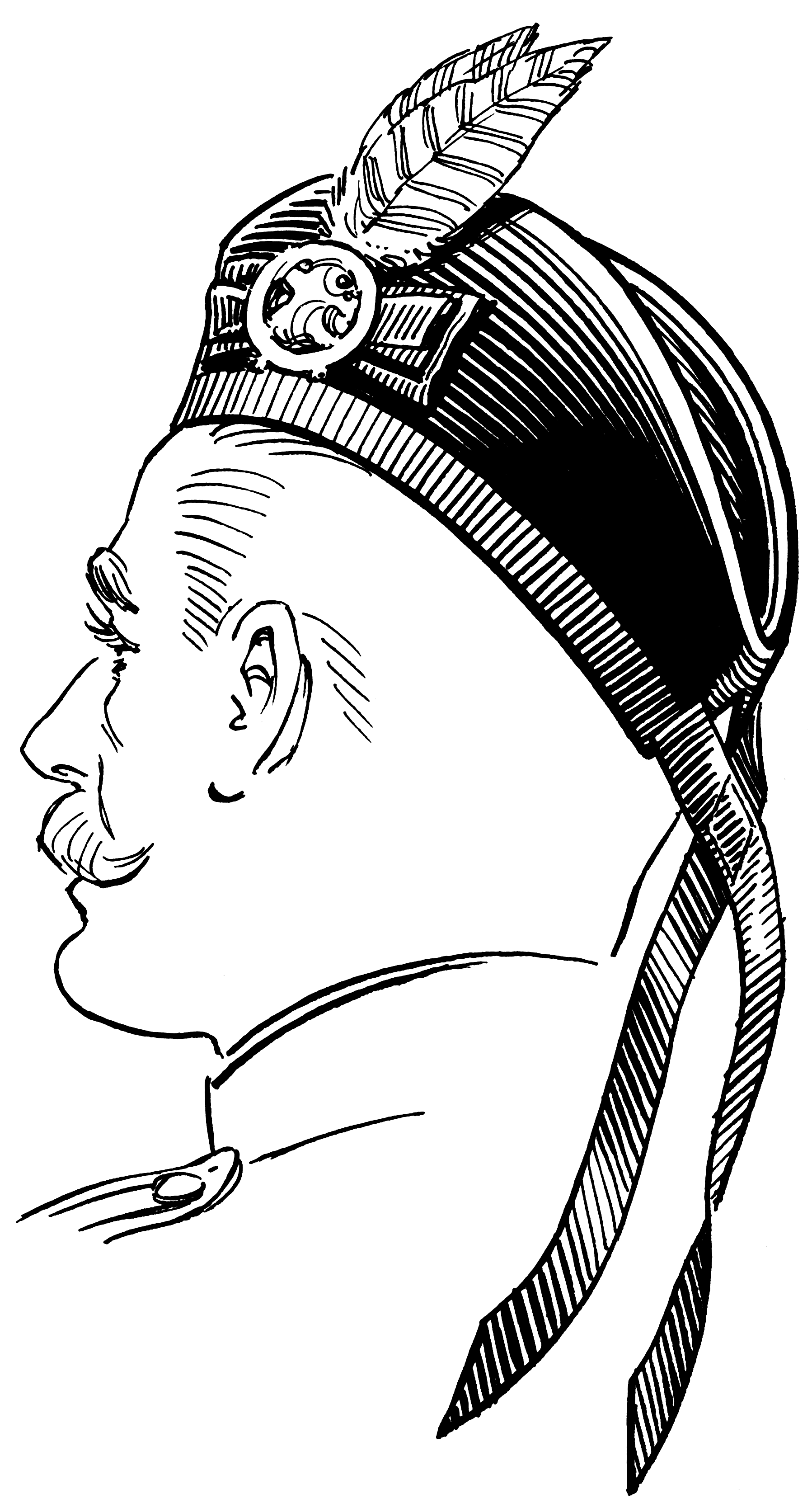

글렌개리 (glengarry) 보닛은 두툼하게 가공한 양모로 만든 스코틀랜드 모자로, 윗부분에 투리가 달려있고, 왼쪽 부분에 장미꽃 모표를 달거나 뒷부분에 리본을 매달아 장식하기도 한다. 스코틀랜드 군대나 민간인이 하일랜드 의상에서 공식, 비공식적으로 쓰는 것이 일반적으로, 밸모럴 보닛이나 탐 오 섄터 대신에 쓰기도 한다. 스코틀랜드 로열 연대에서는 의식 때 사용하는 모자로 사각 밴드와 검은 닭 벼슬이 달린 글렌개리를 쓴다.